# Chuck Schumer
Pour les articles homonymes, voir Schumer.
Charles Ellis Schumer, dit Chuck Schumer (nom prononcé en anglais : [ˈʃuːmər]), né le 23 novembre 1950 à Brooklyn (New York), est un homme politique américain, membre du Parti démocrate et sénateur de l'État de New York au Congrès des États-Unis depuis 1999. Chef du groupe démocrate au Sénat depuis 2017, il est auparavant élu à la Chambre des représentants des États-Unis de 1981 à 1999. De chef de la minorité, il devient chef de la majorité démocrate après les élections de 2020 puis de nouveau chef de la minorité en 2025 après les élections de 2024.

## Biographie

### Chambre des représentants des États-Unis
Chuck Schumer est membre de l'Assemblée de l'État de New York de 1975 à 1980 pour le 45e district. Il représente à partir de 1981 le 16e district congressionnel de l'État à la Chambre des représentants des États-Unis, le 10e à partir de 1983 et le 9e de 1993 à 1999. Lors des élections de 1998, il est élu avec surprise au Sénat des États-Unis en battant le sortant Alfonse D'Amato, membre du Parti républicain.

### Sénat des États-Unis

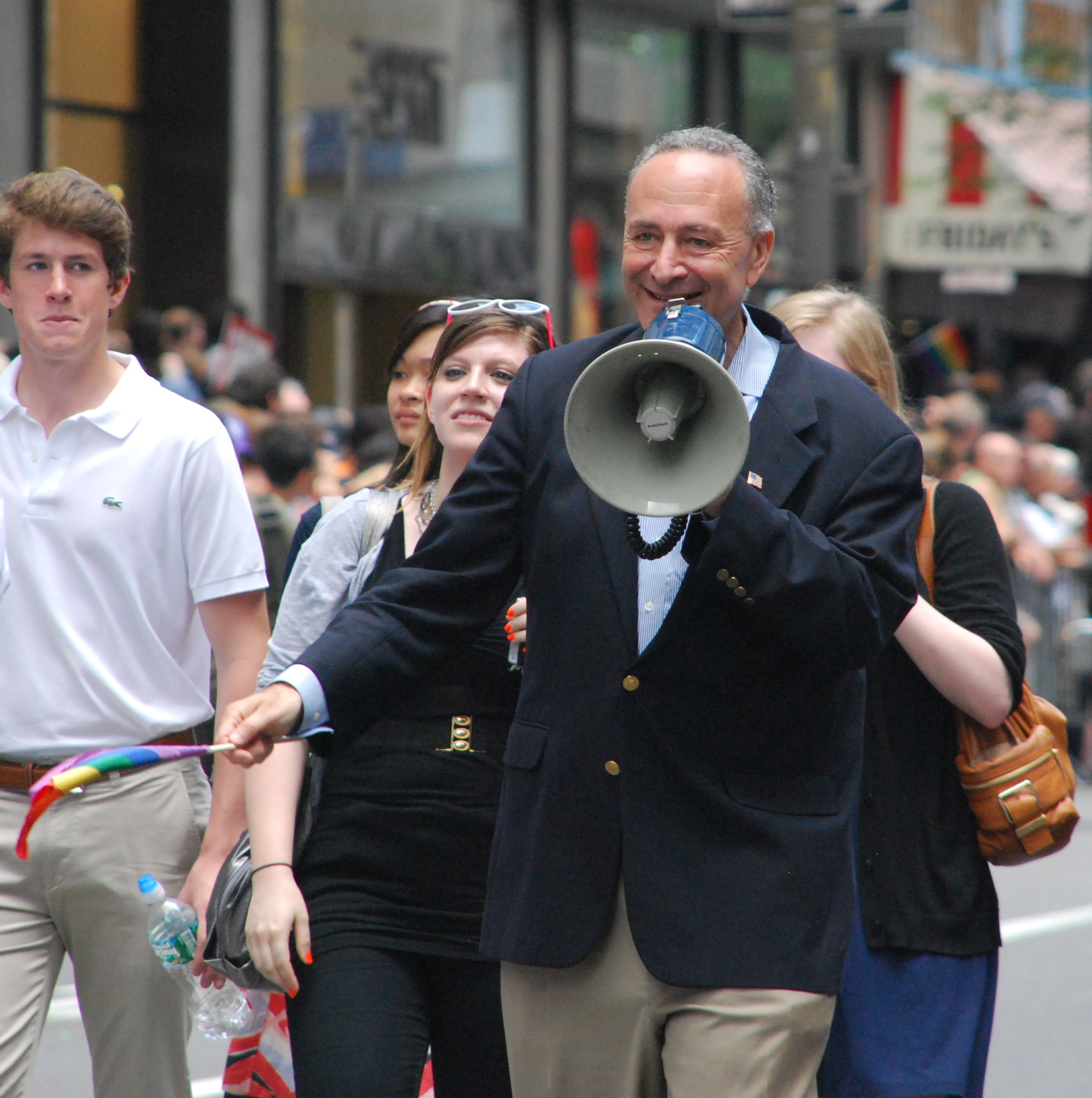
Chuck Schumer à la marche des fiertés de New York, en 2009.

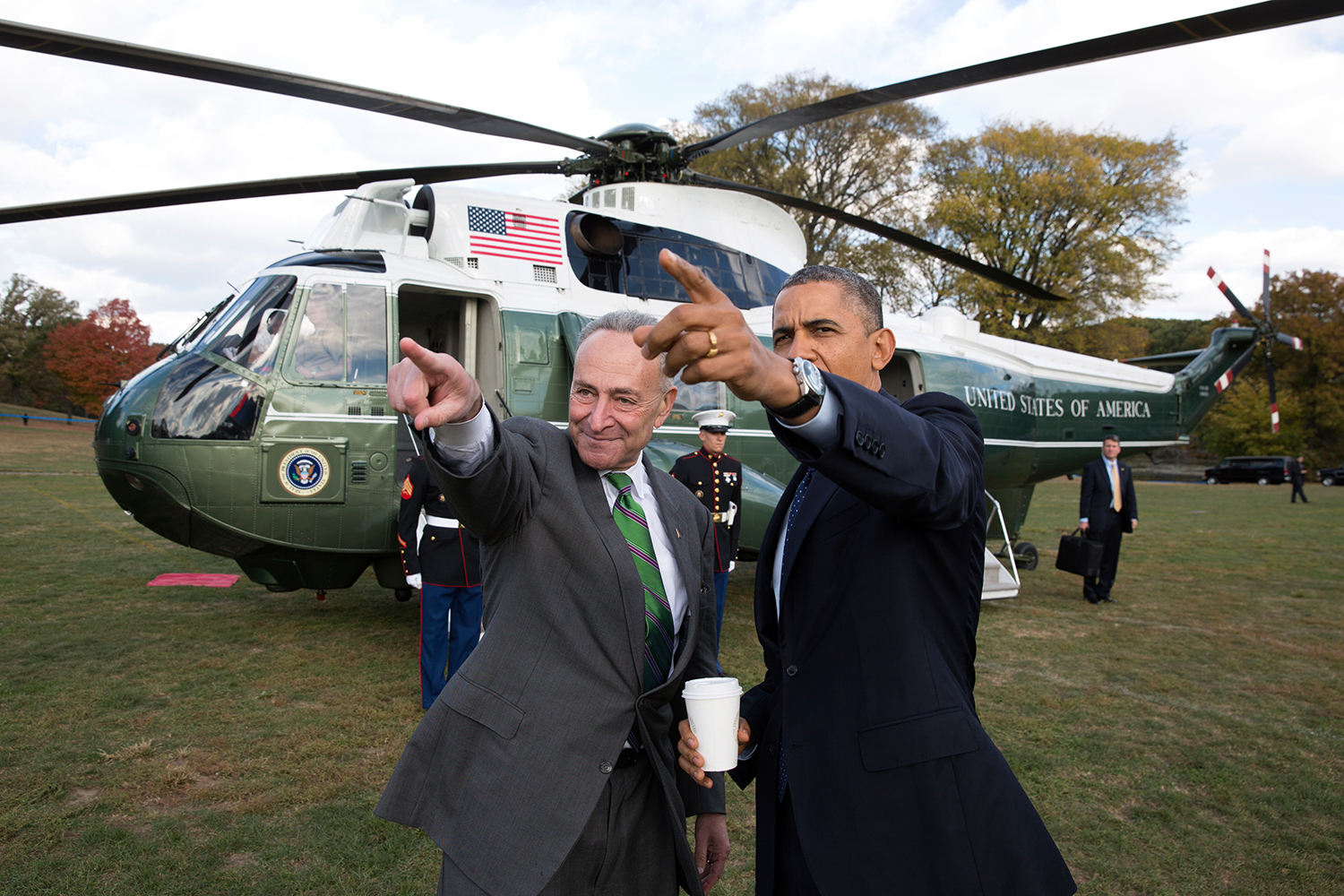
Schumer accueillant le président Barack Obama lors d'un déplacement à New York, en 2013, après l'atterrissage de son hélicoptère au Prospect Park (Brooklyn).

Lors des élections de 2004, Chuck Schumer est réélu avec 71 % des voix contre 25 % au candidat républicain Howard Mills. Sa victoire est alors le plus grand score obtenu à une élection sénatoriale fédérale dans l'État de New York. Chuck Schumer est membre de plusieurs commissions du Sénat, notamment celles des finances et de la justice.
La propension de Chuck Schumer à souvent se mettre en avant et à rechercher l'attention des médias télévisés fait l'objet d'une remarque sarcastique de l'ancien sénateur Bob Dole du Kansas selon lequel « la place la plus dangereuse à Washington, D.C. est celle située entre Charles Schumer et une caméra de télévision ». Avec la sénatrice démocrate de Californie Dianne Feinstein, Chuck Schumer s'oppose à la National Rifle Association (NRA) en suggérant de bannir provisoirement certains types d'armes d'assaut en 1994. Chuck Schumer s'investit également dans le contre-terrorisme, la confirmation des juges fédéraux ou le développement économique de New York. Au sein du groupe démocrate, il est responsable du recrutement des candidats pour les élections sénatoriales de 2006. En juillet 2008, en s'interrogeant dans une lettre ouverte à l'Office of Thrift Supervision sur la solvabilité de la banque californienne IndyMac, il provoque un mouvement de panique et une crise de liquidité de la banque qui la conduit à la faillite le 11 juillet 2008.

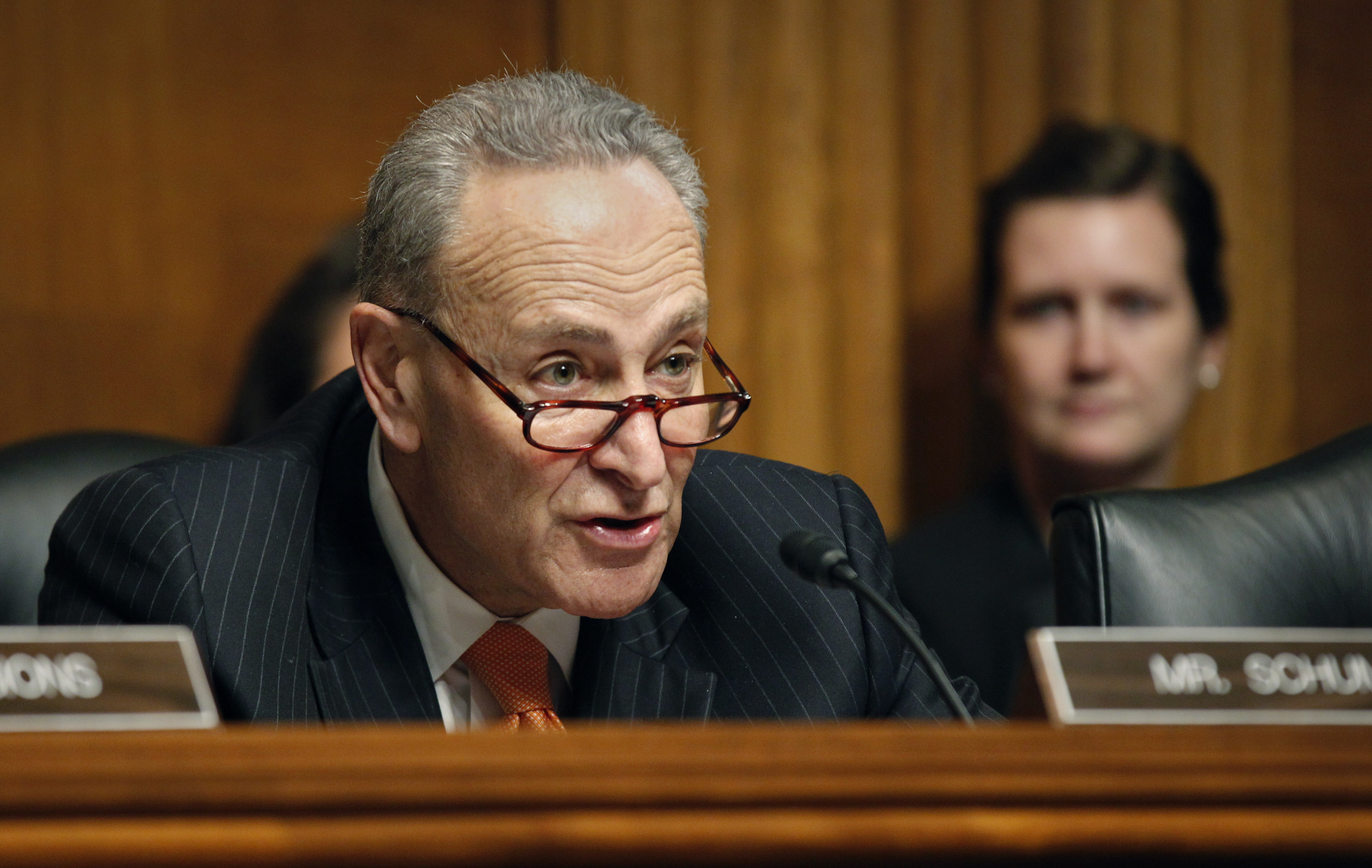
Chuck Schumer lors d'une audition sénatoriale sur la sécurité intérieure, en 2016.

Avec Dianne Feinstein (Californie), ils s'associent avec le représentant Ed Markey du Massachusetts pour déposer une proposition de loi visant à l'interdiction du bisphénol A pour tout contenant de boisson en 2010. Il est réélu pour un troisième mandat à la fin de l'année par 66 % des voix contre 33 % au candidat républicain Jay Townsend.

#### Chef de la minorité démocrate
Le chef de la minorité sénatoriale Harry Reid (Nevada) apporte son soutien à Chuck Schumer pour prendre sa place après les élections de 2016, au cours desquelles Chuck Schumer est aisément réélu sénateur par 70 % des voix contre 27 % à Wendy Long, candidate du Parti républicain. Le 16 novembre 2016, il est élu chef de la minorité démocrate du Sénat à l'unanimité. Mark Warner (Virginie) et Elizabeth Warren (Massachusetts) sont élus vice-présidents de groupe. Chuck Schumer s'oppose à de nombreuses reprises au président Donald Trump et à son administration. Il décrit notamment le décret présidentiel 13769 comme « mean-spirited » (traduisible en français par « mesquin »).

#### Chef de la majorité démocrate
Après les élections de 2020 et plus particulièrement début janvier 2021, lorsque les deux sénateurs démocrates Jon Ossoff et Raphael Warnock sont élus en Géorgie au second tour de scrutin, démocrates et républicains sont à égalité 50-50 au Sénat, mais les démocrates disposent de la majorité compte-tenu de la position de la vice-présidente des États-Unis Kamala Harris comme présidente de la Chambre haute. Chuck Schumer devient donc le chef de la majorité démocrate au Sénat,. 
En mars 2024, Chuck Schumer, appelle à l’organisation d’élections en Israël, qualifiant le premier ministre israélien, Benyamin Nétanyahou, « d’obstacle pour la paix ».

### Vie privée
Il est cousin germain du père de l'humoriste Amy Schumer.